# 古巴护照
古巴护照（西班牙語：Pasaporte cubano）是签发予古巴公民的旅行证件，用于国际旅行时进行身份识别。该护照自签发起有效期为6年，但是需要每2年办理一次延期。
办理护照的费用是200美元（也可以说是200可兑换比索），如果护照持有人居住在美国，则需要每两年再缴200美元。
根据2025年1月8日发布的亨利护照指数，古巴护照可免签证、落地签证或电子签证入境62个国家和地区，位居世界第80，与乌兹别克斯坦护照并列。